# Penny Slater
Penny Slater (* 3. April 1996) ist eine australische Triathletin und zweifache U23-Weltmeisterin Cross Triathlon (2017, 2018).

## Werdegang
Im August 2017 wurde Penny Slater Dritte bei der Aquathlon-Weltmeisterschaft U23.
Sie wurde im August 2017 auch U23-Weltmeisterin Cross Triathlon und konnte diesen Erfolg 2018 nochmals wiederholen.
Seit 2022 startet sie als Profi-Triathletin und 2022 ging sie beim Ironman Hawaii (Ironman World Championships) an den Start, wo sie den 24. Rang belegte.
Im September 2024 belegte die 28-Jährige den siebten Rang bei den Ironman World Championships in Nizza.

## Sportliche Erfolge
| Datum/Jahr    | Rang | Wettbewerb                  | Austragungsort | Zeit     | Bemerkung                                                              |
| ------------- | ---- | --------------------------- | -------------- | -------- | ---------------------------------------------------------------------- |
| 22. Sep. 2024 | 7    | Ironman World Championships | Nizza          | 09:21:47 |                                                                        |
| 27. Apr. 2024 | 2    | Ironman Texas               | The Woodlands  |          | hinter Katrina Matthews                                                |
| 14. Okt. 2023 | 13   | Ironman Hawaii              | Hawaii         |          | Ironman World Championship                                             |
| 18. Juni 2023 | 3    | Ironman Cairns              | Cairns         |          |                                                                        |
| 5. März 2023  | 3    | Ironman South Africa        | Port Elizabeth |          | hinter der Deutschen Laura Philipp; auf 900 m verkürzte Schwimmstrecke |
| 4. Feb. 2023  | 3    | Ironman 70.3 Tasmania       | Hobart         |          | [ 3 ]                                                                  |
| 11. Okt. 2022 | 24   | Ironman Hawaii              | Hawaii         | 09:39:31 | Ironman World Championship                                             |
| 11. Sep. 2022 | 3    | Ironman 70.3 Sunshine Coast | Mooloolaba     |          |                                                                        |

| Datum/Jahr    | Rang | Wettbewerb                                    | Austragungsort   | Zeit     | Bemerkung                                                         |
| ------------- | ---- | --------------------------------------------- | ---------------- | -------- | ----------------------------------------------------------------- |
| 30. März 2019 | 2    | Xterra Asia-Pacific Championships             | New South Wales  |          |                                                                   |
| 23. Feb. 2019 | 1    | AUS Cross Triathlon National Championships    | Lake Crackenback | 02:43:54 |                                                                   |
| 10. Juli 2018 | 1    | ITU Cross Triathlon World Championship U23    | Fyn              | 02:35:05 | U23-Weltmeisterin Cross-Triathlon                                 |
| 22. Apr. 2018 | 2    | Xterra Philippines                            | Danao            |          | Asia-Pacific Championship; hinter der Österreicherin Carina Wasle |
| 23. Aug. 2017 | 1    | ITU Cross Triathlon World Championship U23    | Penticton        | 02:40:01 | U23-Weltmeisterin Cross-Triathlon                                 |
| 23. Apr. 2017 | 2    | Xterra Philippines                            | Danao            |          | Asia-Pacific Championship; hinter der Österreicherin Carina Wasle |
| 19. Nov. 2016 | 1    | ITU Cross Triathlon World Championships 20–24 | Lake Crackenback | 03:08:13 | 20-24 Female AG                                                   |

| Datum/Jahr    | Rang | Wettbewerb                           | Austragungsort | Zeit | Bemerkung                       |
| ------------- | ---- | ------------------------------------ | -------------- | ---- | ------------------------------- |
| 25. Aug. 2017 | 3    | ITU Aquathlon World Championship U23 | Gold Coast     |      | Aquathlon-Weltmeisterschaft U23 |

(DNF – Did Not Finish)